# Championnat du Portugal de football de deuxième division 2015-2016
Navigation
Saison précédente Saison suivante
La saison 2015–2016 du Championnat du Portugal de football D2, ou LigaPro, est la 26e édition du championnat de deuxième division professionnelle portugaise.

## Organisation du championnat
24 équipes concourent dans ce championnat qui se déroule en matches aller/retour sur 46 journées. 19 de ces équipes étaient déjà présentes lors de la saison précédente, dont 5 équipes réserves de clubs évoluant en Liga NOS. Ils sont rejoints par trois promus de Campeonato Nacional de Seniores (D3), et par deux clubs en provenance de la Liga NOS 2014–2015.
À l'issue de la saison, le champion et son dauphin sont directement promus en Liga NOS alors que les équipes terminant aux 5 dernières places sont reléguées en Campeonato Nacional de Seniores (D3), le championnat sera ramené à 22 équipes la saison prochaine. À noter que les équipes réserves (ou "B") ne sont pas éligibles à la promotion en division supérieure.

## Classement
En cas d'égalité, les équipes sont départagées selon les critères suivants :
1. Face-à-face
2. Différence de buts lors des face-à-face
3. Nombre de buts marqués lors des face-à-face
4. Différence de buts générale
5. Nombre de buts marqués (général)

| Rang | Équipe              | Pts  | J  | G  | N  | P  | Bp | Bc | Diff |
| ---- | ------------------- | ---- | -- | -- | -- | -- | -- | -- | ---- |
| 1    | FC Porto B          | 86   | 46 | 26 | 8  | 12 | 84 | 52 | +32  |
| 2    | Chaves              | 81   | 46 | 21 | 18 | 7  | 60 | 39 | +21  |
| 3    | Feirense            | 78   | 46 | 21 | 15 | 10 | 55 | 38 | +17  |
| 4    | Portimonense SC     | 78   | 46 | 20 | 18 | 8  | 57 | 45 | +12  |
| 5    | SC Freamunde        | 74   | 46 | 20 | 14 | 12 | 52 | 36 | +16  |
| 6    | FC Famalicão P      | 72   | 46 | 18 | 18 | 10 | 64 | 51 | +13  |
| 7    | SC Olhanense        | 69   | 46 | 19 | 12 | 15 | 42 | 39 | +3   |
| 8    | CD Aves             | 67   | 46 | 19 | 10 | 17 | 58 | 48 | +10  |
| 9    | Varzim SC P         | 65   | 46 | 17 | 14 | 15 | 51 | 48 | +3   |
| 10   | Sporting CP B       | 65   | 46 | 18 | 11 | 17 | 61 | 59 | +2   |
| 11   | Gil Vicente FC R    | 62   | 46 | 16 | 14 | 16 | 58 | 56 | +2   |
| 12   | FC Penafiel R       | 61   | 46 | 13 | 22 | 11 | 49 | 46 | +3   |
| 13   | Vitória Guimarães B | 60   | 46 | 16 | 12 | 18 | 60 | 67 | -7   |
| 14   | SC Covilhã          | 58   | 46 | 13 | 19 | 14 | 45 | 48 | -3   |
| 15   | SC Braga B          | 57   | 46 | 15 | 12 | 19 | 47 | 54 | -7   |
| 16   | CD Santa Clara      | 57   | 46 | 15 | 12 | 19 | 49 | 52 | -3   |
| 17   | Académico de Viseu  | 56   | 46 | 13 | 17 | 16 | 46 | 60 | -14  |
| 18   | Leixões SC          | 55   | 46 | 14 | 13 | 19 | 45 | 56 | -11  |
| 19   | SL Benfica B        | 55   | 46 | 15 | 10 | 21 | 59 | 64 | -5   |
| 20   | Farense             | 54-2 | 46 | 15 | 11 | 20 | 49 | 56 | -7   |
| 21   | Mafra               | 54   | 46 | 12 | 18 | 16 | 37 | 40 | -3   |
| 22   | Atlético CP         | 51   | 46 | 12 | 15 | 19 | 49 | 56 | -7   |
| 23   | Oriental            | 41   | 46 | 9  | 14 | 23 | 47 | 67 | -20  |
| 24   | Oliveirense         | 29   | 46 | 6  | 11 | 29 | 42 | 89 | -47  |

| Légende : Promotions et relégations | Légende : Promotions et relégations                                  |
| ----------------------------------- | -------------------------------------------------------------------- |
|                                     | Promu en Liga NOS 2016-2017                                          |
|                                     | Relégué en 3e division                                               |
|                                     | Équipe réserve ne pouvant pas être promue                            |
|                                     | R : Relégué de Liga NOS 2014-2015 P : Promu de 3e division 2014-2015 |

- Farense : déduction de deux points pour emploi d'un joueur non éligible[1].